# 新西兰先驱报
《新西兰先驱报》（英語：The New Zealand Herald）是一份在新西兰奧克蘭发行的日报，被认为是该国的记录性报纸，由新西兰媒体和娱乐（New Zealand Media and Entertainment，简称NZME）所有，是新西兰发行量最大的报纸，2006年达到20万份以上，到2014年12月平均下降到144,157份。该报主要流通区域为奥克兰大区，也都运往北島北部的许多地方，包括北地大区、懷卡托和King Country。